# بيت قحيم (بني مطر)

تعديل مصدري - تعديل

بيت قحيم هي إحدى قرى عزلة جبل النبي شعيب بمديرية بني مطر التابعة لمحافظة صنعاء، بلغ تعداد سكانها 129 نسمة حسب تعداد اليمن لعام 2004.